# 活寶食品
活寶食品，臺灣罐頭食品製造商，使用商標「紅鷹牌」。1978年，第一代董事長劉錫寶、總經理陳正義和其他相關人士創立「活寶食品股份有限公司」，總部和工廠區位於宜蘭縣。而現任董事長為陳茂雄，总经理為楊鴻耀，主要生產和銷售鮪魚、鯖魚、鰻魚等食用罐裝產品。

## 紅鷹牌海底鷄
2019年3月7日，活寶食品接受三立新聞台訪問，有關「紅鷹牌海底鷄」生產和過程資料，已故台灣藝人葛小寶和石松為主要當時代言人，在廣告一欄內指：「海底雞，是不是雞肉呢？」或「比土雞還好吃喔！」而事實上，「海底雞」是鮪魚俗稱，來自位於高雄市外海和進口，並進行嚴格加工生產和真空、殺菌、消毒過程，此外全程並沒有添加防腐劑，而銷售多達50000個罐頭。
另外，根據活寶食品網站，有關「紅鷹牌海底鷄」產品提出資料，在第5欄成分內，屬於鮪鰹魚類。